# Specklinia lentiginosa
Specklinia lentiginosa är en orkidéart som först beskrevs av Friedrich Carl Lehmann och Friedrich Fritz Wilhelm Ludwig Kraenzlin, och fick sitt nu gällande namn av Alec M. Pridgeon och Mark W. Chase. Specklinia lentiginosa ingår i släktet Specklinia och familjen orkidéer.
Artens utbredningsområde är Costa Rica. Inga underarter finns listade i Catalogue of Life.